# Wapen van Gooise Meren

Het wapen van Gooise Meren

Het wapen van de gemeente Gooise Meren is bij koninklijk besluit op 8 maart 2017 verleend. Het wapen is samengesteld uit onderdelen van de wapens van Bussum, Naarden en Muiden.

## Ontwerpen
Op 26 augustus 2015 verzochten de gemeenteraden van de tot dan toekomstige Gooise Meren de Hoge Raad van Adel om advies uit te brengen voor een nieuw wapen. Door de gemeenteraden werd ook verzocht om twee ontwerpen voor te leggen waar de fusiegemeente het uiteindelijke wapen uit kan kiezen. Dit waren de twee ontwerpen:
1. (Beschrijving: In azuur een dwarsbalk van zilver beladen met een dubbelkoppige adelaar van sabel en vergezeld van vijf boekweitkorrels van goud. Geplaatst 3 en 2 en met de uiteinden van een schildhart.) De dubbelkoppige adelaar in beide ontwerpen is afkomstig uit het wapen van Naarden, de boekweitkorrels zijn afkomstig uit het wapen van Bussum, deze verwijzen naar de boekweitteelt, ten slotte het blauwe gedeelte en de zilveren dwarsbalk deze zijn afkomstig uit het wapen van Muiden.
2. (Beschrijving: In azuur een dwarsbalk van goud beladen met een dubbelkoppige adelaar van sabel en vergezeld van vijf boekweitkorrels van goud. Geplaatst 3 en 2 en met de uiteinden van een schildhart.) Tot tegenstelling van het eerste wapen is alleen de dwarsbalk niet zilver maar van goud. Verder zit er geen verschil in met het eerste ontwerp.[1]

## Uiteindelijke wapen
Van de zes ontwerpen die er uiteindelijk waren, hadden de gemeente en het burgerpanel de voorkeur voor het eerste ontwerp. Het eerste ontwerp werd op bij Koninklijk besluit van 8 maart 2017 ook het officiële wapen van de gemeente.

## Oude gemeentewapens
De gemeente heeft toestemming verleend om de wapens van de opgeheven gemeenten Bussum, Muiden en Naarden als onbevestigde stads- of dorpswapens te laten staan.

## Wapens van de kernen
Alle 4 dorpen in de gemeente Gooise Meren heeft een eigen dorpswapen.

Wapen van Bussum
Wapen van Muiden
Wapen van Muiderberg
Wapen van Naarden

Aalsmeer · Alkmaar · Amstelveen · Amsterdam · Bergen · Beverwijk · Blaricum · Bloemendaal · Castricum · Den Helder · Diemen · Dijk en Waard · Drechterland · Edam-Volendam · Enkhuizen · Gooise Meren · Haarlem · Haarlemmermeer · Heemskerk · Heemstede  · Heiloo · Hilversum · Hollands Kroon · Hoorn · Huizen · Koggenland · Landsmeer · Laren · Medemblik · Oostzaan · Opmeer · Ouder-Amstel · Purmerend · Schagen · Stede Broec · Texel · Uitgeest · Uithoorn · Velsen · Waterland · Wijdemeren · Wormerland · Zaanstad · Zandvoort